# Ardal O'Hanlon
Ardal O'Hanlon, né le 8 octobre 1965 à Carrickmacross en Irlande, est un acteur et scénariste irlandais.

## Filmographie

### comme acteur
- 1996 : Father Ted (saison 1)
- 1996 : Moll Flanders, ou les mémoires d'une courtisane (Moll Flanders) : Gentleman From East Chiswick
- 1997 : Father Ted (saison 2)
- 1997 : Le Rock de la soucoupe volante (Flying Saucer Rock'n'Roll)
- 1997 : Le Garçon boucher (The Butcher Boy) : Mr. Purcell
- 1998 : Father Ted (saison 3)
- 1999 : Big Bad World (série TV) : Eamon Donaghy (épisodes inconnus)
- 1999 : Robbie le renne (Hooves of Fire) (TV) : Robbie the Reindeer (voix)
- 2001 : Comic Relief: Say Pants to Poverty (TV) : George Sunday / Thermoman
- 2002 : Another Bobby O'Hara Story... : Bobby O'Hara
- 2002 : Legend of the Lost Tribe (TV) : Robbie (voix)
- 2005 : Greyfriars Bobby : Coconut Tam
- 2007 : Doctor Who : Thomas Kincade Brannigan
- 2009 : Skins : Kieran Mac Foeinaiugh, professeur de politique

- 2015 : Cucumber (série télévisée)
- 2016 : White Chapel (série télévisée)
- 2017 - 2020 : Meurtres au paradis : Inspecteur-chef Jack Mooney
- 2019 : Derry Girls : Eammon
- 2024 : Return to Paradise : Inspecteur-chef Jack Mooney